# 翁贝托风格
翁贝托风格（義大利語：stile Umbertino）是流行于19世纪后期意大利的一种建筑风格，属于新文艺复兴风格，因意大利国王翁贝托一世得名。翁贝托风格有典型的折衷主义特点，结合了历史上多种建筑风格的特征，体现了19世纪后期欧洲建筑和装饰艺术的折衷主义风潮。
同时期风格类似的家具和其他装饰艺术品也可以以翁贝托风格相称。

## 历史
翁贝托一世在1878年至1900年统治意大利王国，这一时期的意大利流行民族主义思潮，热衷于兴建带有意大利本地特征的建筑，用作政府大楼、法庭、宫殿、别墅等。这种带有意大利本地特征的折衷主义建筑便称为翁贝托风格。翁贝托风格建筑在当时的都城罗马尤为流行。

## 典例
- 佛罗伦萨共和广场（1870）
- 米兰埃马努埃莱二世拱廊街（1878）
- 罗马展览宫（1883）
- 罗马正义宫（1885）
- 罗马玛格丽塔宫（英语：Palazzo Margherita）（1886）
- 罗马共和国广场前廊（1887）
- 罗马科克宫（英语：Palazzo Koch）（1888）
- 那不勒斯翁贝托一世拱廊街（1890）
- 罗马维米那勒宫（1911）

## 图册

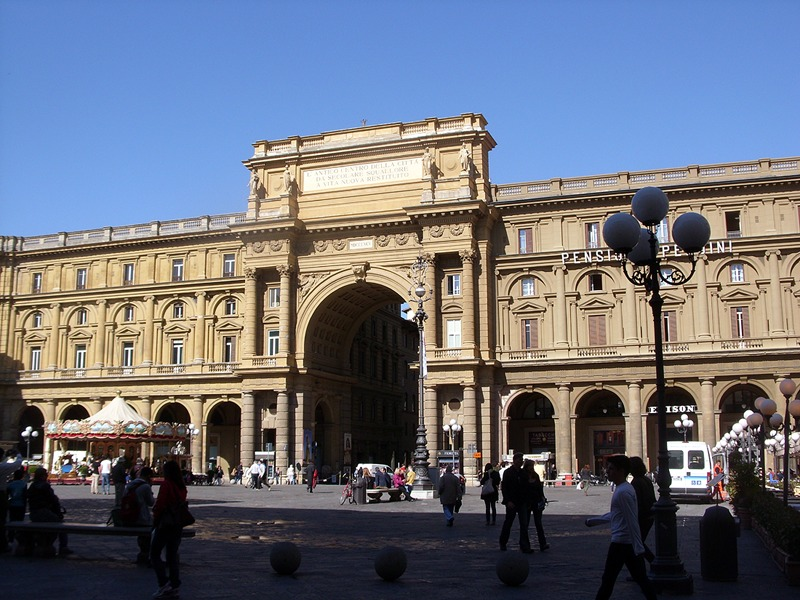
佛罗伦萨，共和广场
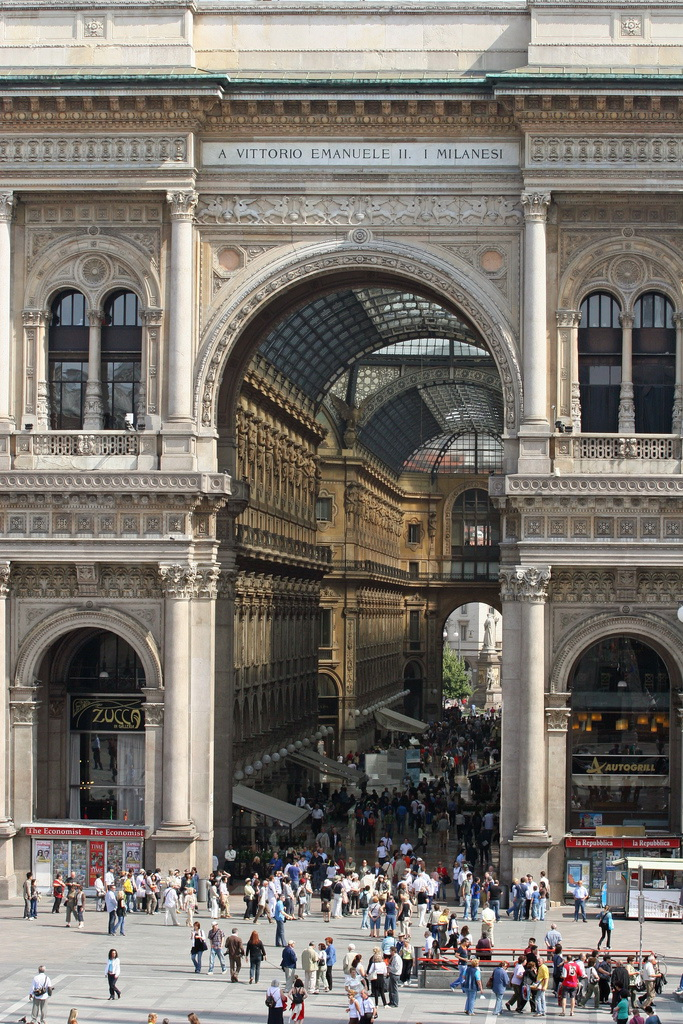
米兰，埃马努埃莱二世拱廊街
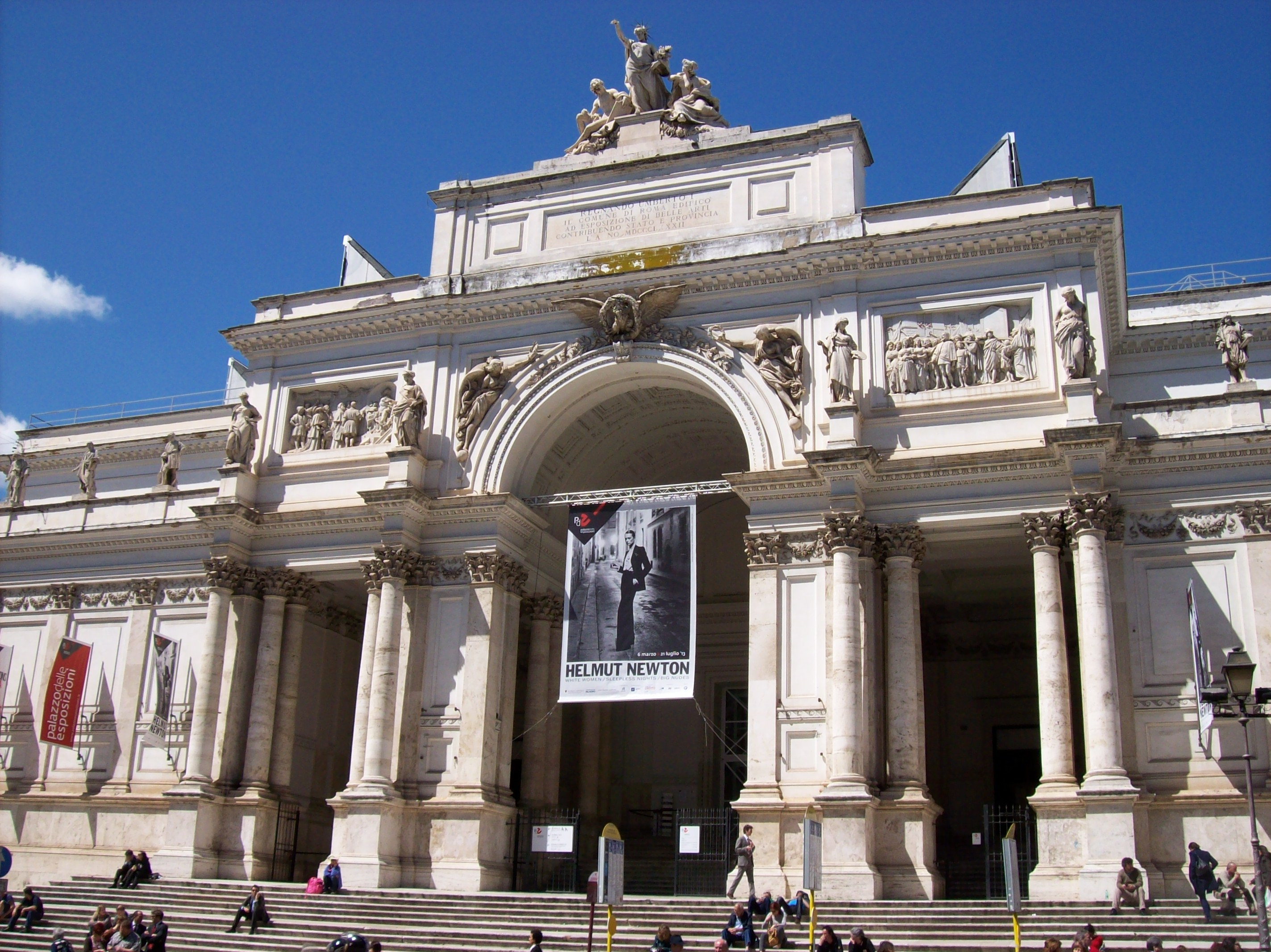
罗马，展览宫
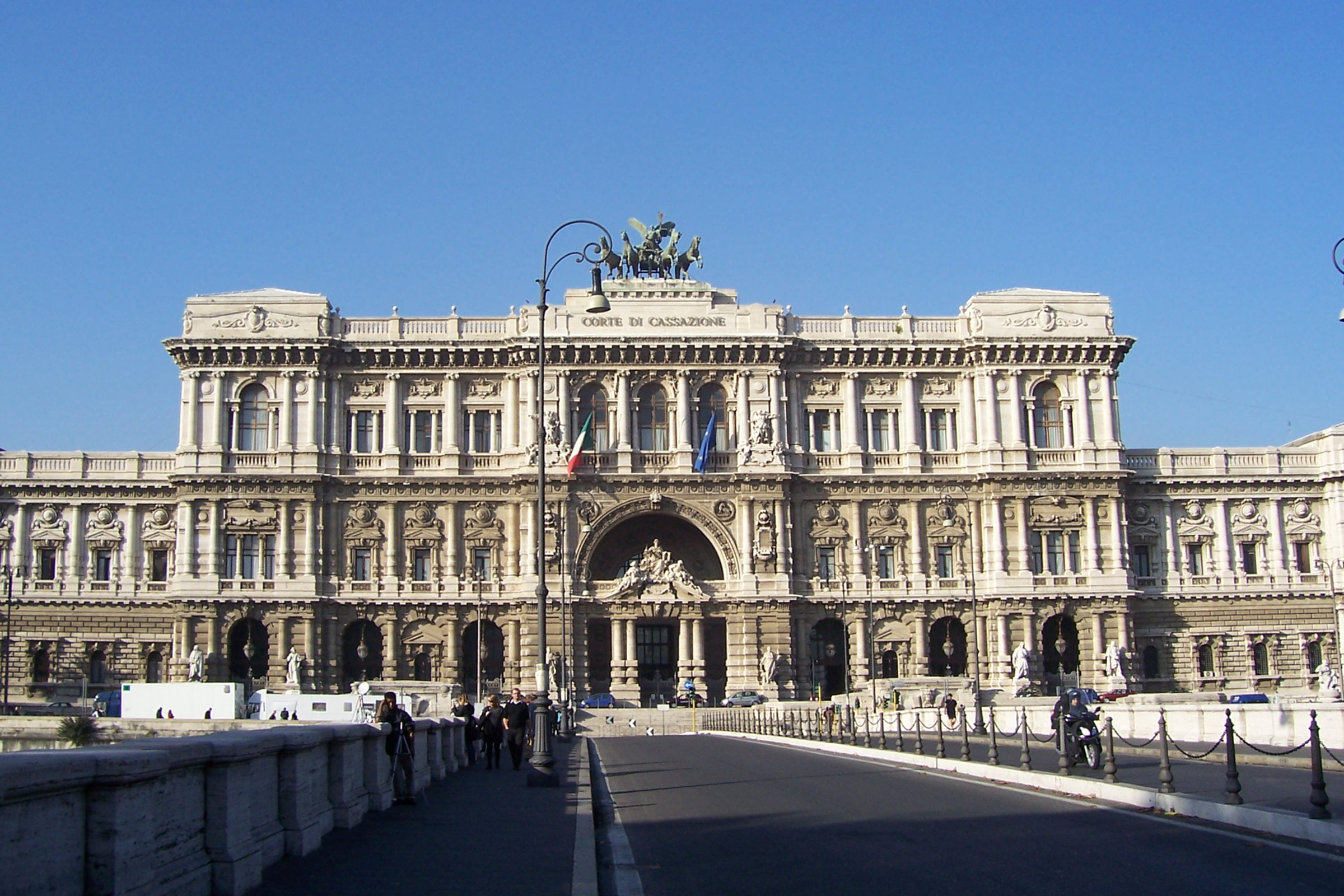
罗马，正义宫
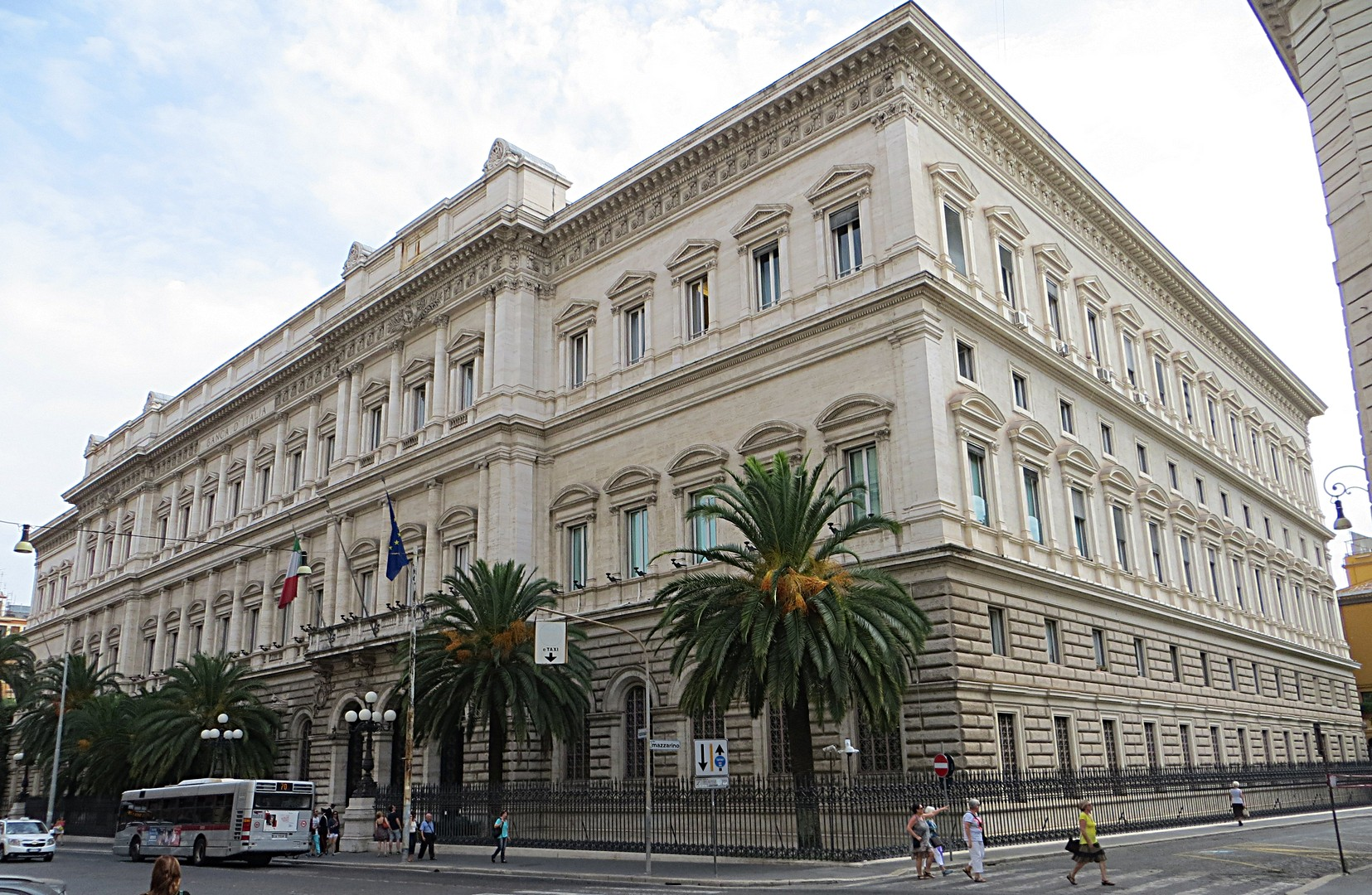
罗马，科克宫
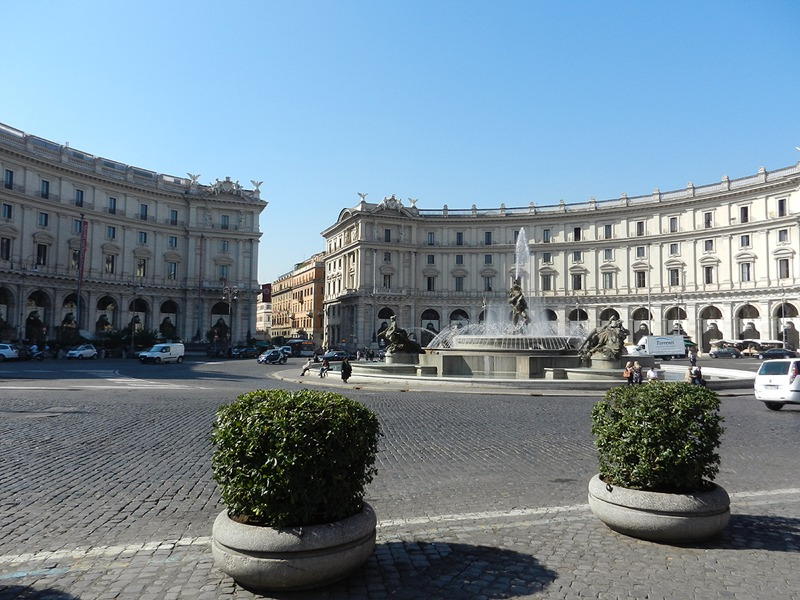
罗马，共和国广场
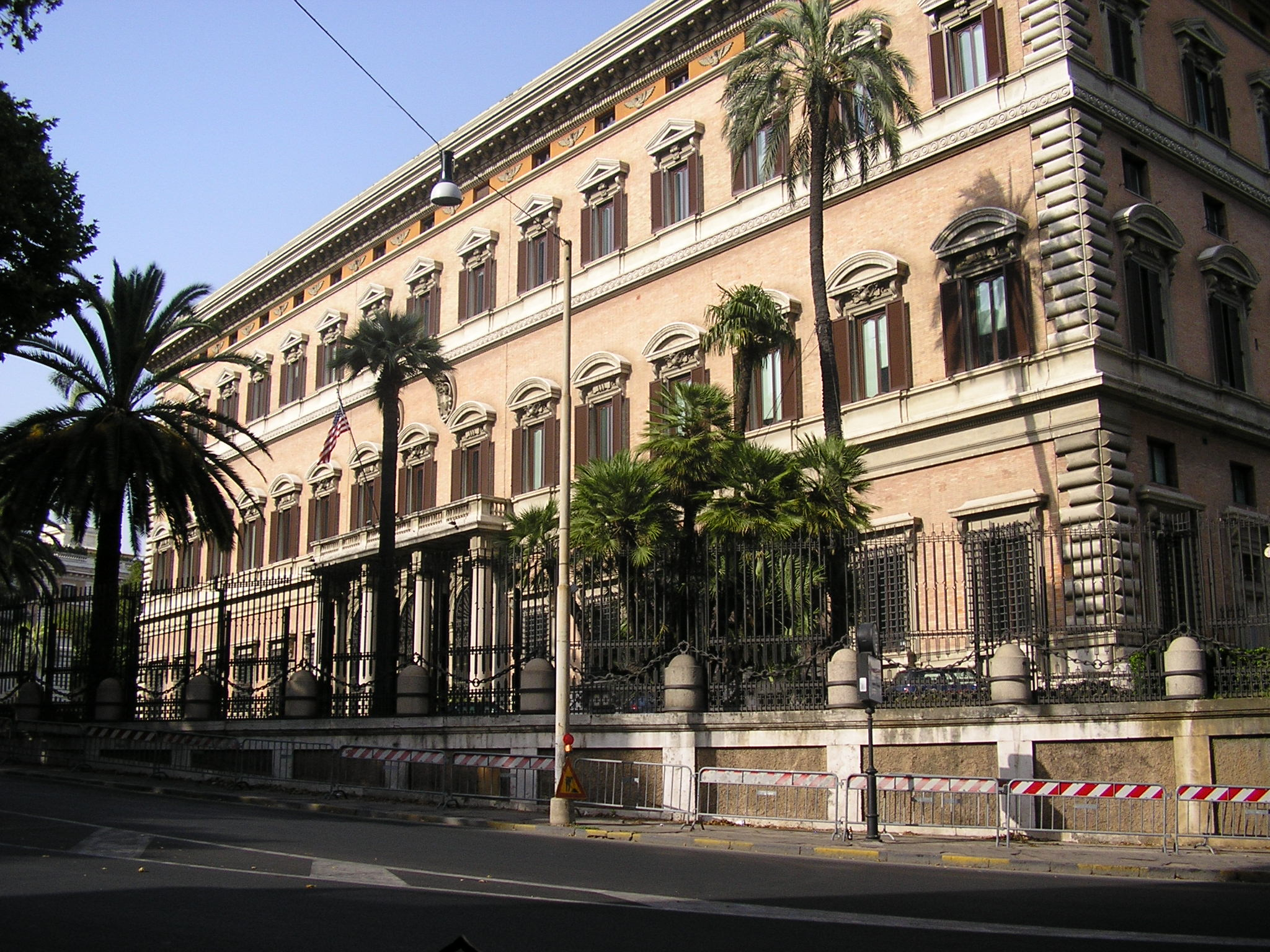
罗马，玛格丽塔宫
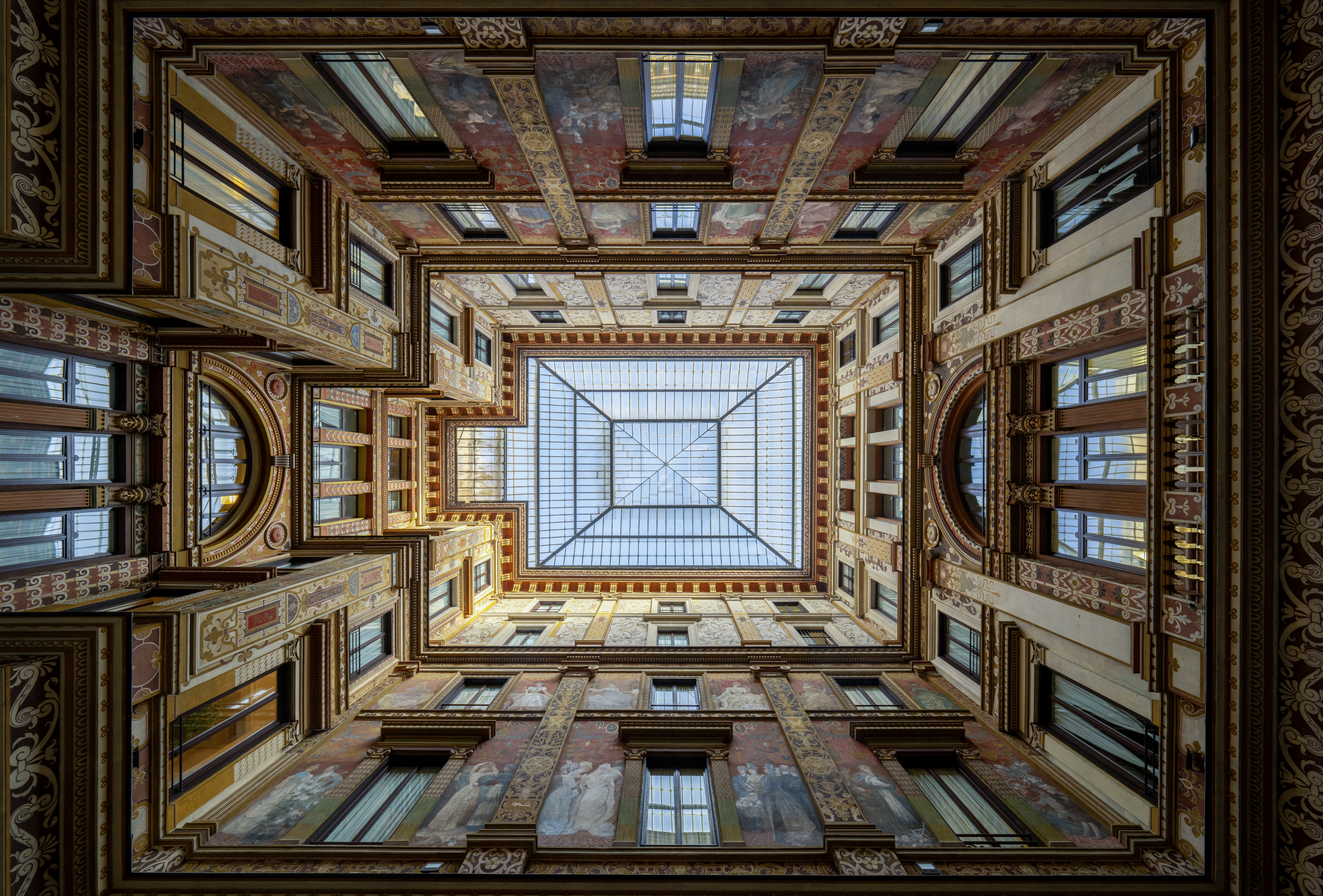
罗马，夏拉回廊
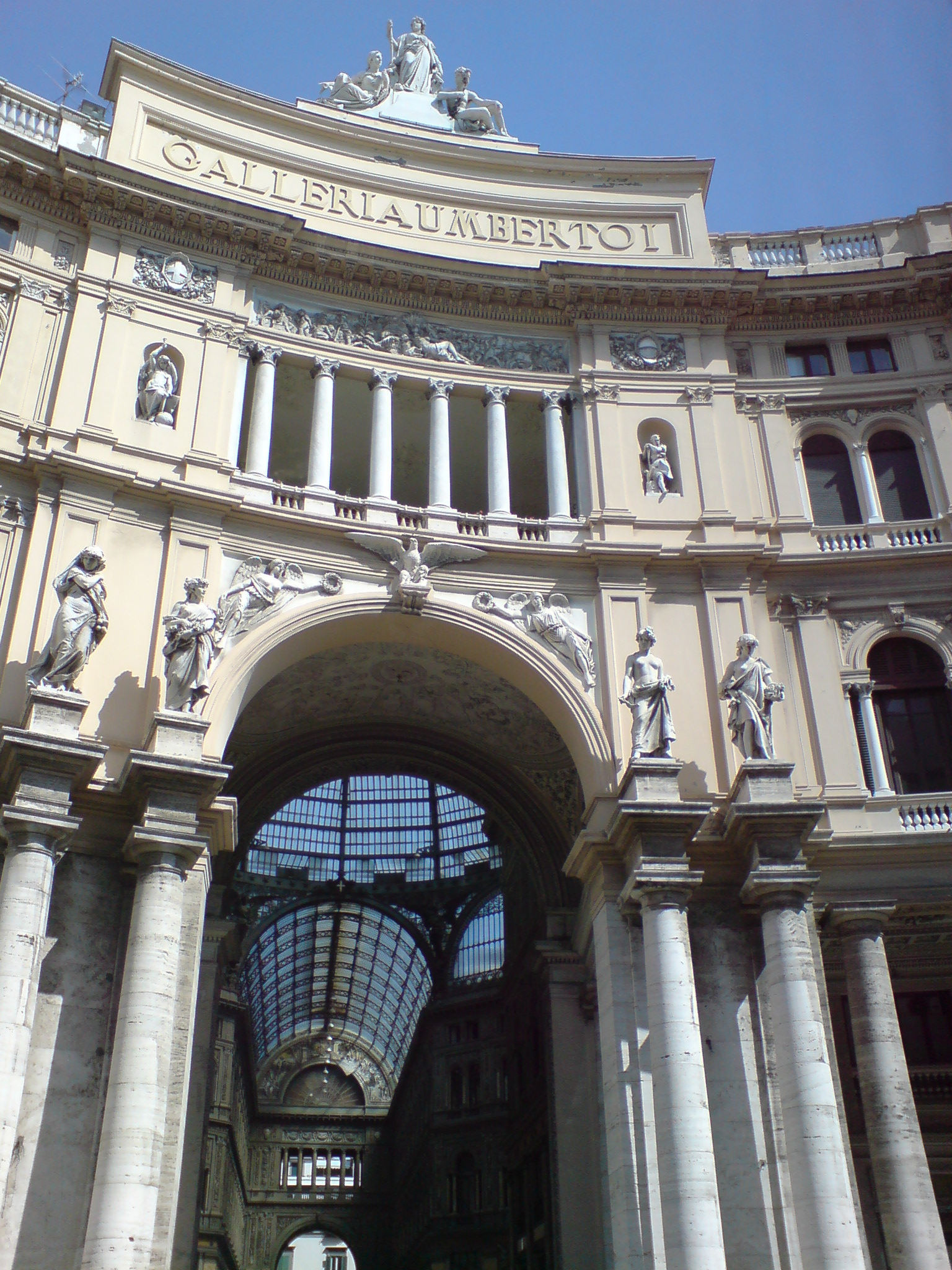
那不勒斯，翁贝托一世拱廊街